# Matteo Ardemagni
Matteo Carlo Ardemagni (Milán, Italia, 26 de marzo de 1987) es un futbolista italiano. Juega como delantero y su equipo actual es elSiena de la Serie C.

## Trayectoria

### Milán
Es un producto del equipo juvenil del Milan, ha hecho algunas apariciones como sustituto de su equipo de la Serie A. Luego fue enviado de préstamo a varios equipos de la Serie C1, como: Perugia, Pizzighettone y Pro Patria, antes de ser finalmente vendido a Triestina de la Serie B en julio de 2008 en un Convenio de copropiedad con el alabardati, por 5000 €. En junio de 2009 Triestina lo compró directamente por €50.000.

### Cittadella
En verano de 2009 dejó Cittadella en trato temporal como su delantero izquierdo estrella Riccardo Meggiorini para Bari (via Internazionale y Génova), fue el anotador del equipo en la temporada 2009-10 con 22 goles.

### Atalanta
En junio de 2010, Cittadella lo compró en un acuerdo de copropiedad, de €100.000, pero en julio de 2010 fue vendido al compañero de la Serie B Atalanta por € 3,75 millones que recientemente fue descendido de la Serie A. Se informó que Chievo también hizo una oferta a Triestina pero Atalanta acordó un trato con Cittadella. Él firmó un contrato de cuatro años. Como parte del trato, Cittadella había firmado con Manolo Gabbiadini y Daniele Gasparetto en un acuerdo de copropiedad por una cuota de 500 euros cada uno.
En enero de 2011 fue cedido al Padova. Regresó a la Serie B de nuevo en enero de 2012.

## Clubes
| Club                    | País   | Periodo       | Partidos (goles) |
| ----------------------- | ------ | ------------- | ---------------- |
| A.C. Milan              | Italia | 2005-2008     | 1 (0)            |
| Perugia →(cesión)       | Italia | 2006-2007     | 15 (0)           |
| Pizzighettone →(cesión) | Italia | 2007          | 13 (0)           |
| Pro Patria →(cesión)    | Italia | 2007-2008     | 24 (2)           |
| Triestina               | Italia | 2008-2009     | 26 (1)           |
| Cittadella              | Italia | 2009-2010     | 43 (24)          |
| Atalanta                | Italia | 2010-2016     | 17 (2)           |
| Padova →(cesión)        | Italia | 2011          | 22 (3)           |
| Modena →(cesión)        | Italia | 2012-2013     | 61 (30)          |
| Chievo →(cesión)        | Italia | 2013-2014     | 3 (1)            |
| Carpi →(cesión)         | Italia | 2014          | 17 (4)           |
| Spezia Calcio →(cesión) | Italia | 2014-2015     | 13 (0)           |
| Perugia →(cesión)       | Italia | 2015-2016     | 65 (19)          |
| Avellino                | Italia | 2016-2018     | 2 (0)            |
| Ascoli                  | Italia | 2018-2020     |                  |
| Frosinone Calcio        | Italia | 2020-2022     |                  |
| Reggiana                | Italia | 2021          |                  |
| Siena                   | Italia | 2022-presente |                  |

## Selección nacional
| Selección     | País   | Periodo   | Partidos (goles) |
| ------------- | ------ | --------- | ---------------- |
| Italia sub-18 | Italia | 2004      | 2 (0)            |
| Italia sub-19 | Italia | 2005-2006 | 4 (0)            |